# وورين سبراوت
وورين سبراوت (بالإنجليزية: Warren Sprout) وُلد في 9 ديسمبر 1874 وتوفي في 30 ديسمبر 1945، وكان راميًا أولمبيًا أمريكيًا شارك في الألعاب الأولمبية الصيفية 1912 في ستوكهولم، السويد.

## مسيرته الأولمبية
شارك سبراوت في عدة منافسات للرماية في دورة ألعاب 1912، وحقق فيها نتائج متميزة:
- فاز بالميدالية الفضية ضمن الفريق الأمريكي في منافسة البندقية العسكرية لمسافة 600 متر.
- احتل المركز الرابع مع الفريق في منافسة البندقية العسكرية ذات الثلاثة أوضاع.

كما شارك في عدة مسابقات فردية، وحقق فيها المراكز التالية:
- المركز 13 في البندقية الحرة على ثلاثة أوضاع (300 متر).
- المركز 33 في البندقية العسكرية (600 متر).
- المركز 41 في البندقية العسكرية ذات الثلاثة أوضاع (300 متر).

## الوفاة
توفي وورين سبراوت في 30 ديسمبر 1945 في ميدلتاون (بنسلفانيا) عن عمر ناهز 71 عامًا.